# Orden por el Trabajo Valiente
Orden por el Trabajo Valiente (en ruso: Орден «За доблестный труд») es una condecoración estatal de la Federación de Rusia otorgada para premiar la excelencia en los esfuerzos económicos y creada por decreto n.º 81 del Presidente de la Federación de Rusia del 1 de febrero de 2024 «Sobre la institución de la Orden por el Trabajo Valiente».

## Estatuto de concesión
De acuerdo con el estatuto de concesión de la medalla, está se otorga a los ciudadanos de Rusia para recompensar:
- Grandes logros en las actividades laborales (de servicios) destinadas a fortalecer y desarrollar el potencial económico y defensivo de la Federación de Rusia;
- Trabajo altamente productivo en empresas, organizaciones e instituciones, que contribuyan a aumentar la competitividad de sectores de la economía rusa, así como de diversos tipos de productos;
- Grandes logros en el campo de la construcción estatal, el desarrollo científico y tecnológico de la Federación de Rusia y por la solución eficaz de problemas socialmente importantes.

Los ciudadanos de la Federación de Rusia pueden recibir la Orden por el Trabajo Valiente, por regla general, siempre que hayan recibido previamente otra condecoración estatal. Además de a individuos también puede concederse a equipos de empresas, organizaciones e instituciones, independientemente de su forma de propiedad, por logros destacados en el fortalecimiento y desarrollo del potencial económico, científico y de defensa de la Federación de Rusia.
La insignia de la orden se usa en el lado izquierdo del pecho y, en presencia de otras órdenes y medallas de la Federación de Rusia, se coloca justo después de la insignia de la Orden de Gagarin. Para ocasiones especiales y posible uso diario, está previsto llevar una copia en miniatura de la insignia, que se coloca inmediatamente después de la copia en miniatura de la insignia de la Orden de Gagarin. Cuando se usa uniforme, la cinta de la orden se coloca en una barra después de la cinta de la Orden de Gagarin. En la ropa de civil, la cinta de la orden se lleva en forma de roseta, en el lado izquierdo del pecho.

## Descripción de la insignia
La insignia de la Orden por el Trabajo Valiente es una cruz recta dorada de cuatro puntas recubierta de esmalte rojo rubí y con los extremos ensanchados. Entre los extremos de la cruz hay franjas doradas. La cruz está colocada sobre una placa redonda de plata cubierta con esmalte blanco, en la que están representados en plata los principales símbolos del trabajo: dos martillos cruzados, mazorcas de maíz, la imagen de un átomo, un satélite artificial, un engranaje, una torre y dos bombas para la extracción de petróleo y gas. A lo largo de los bordes de la cruz hay un borde convexo estrecho.
En el centro de la cruz hay un medallón dorado redondo con un borde estrecho y convexo. La parte central del medallón está recubierto de esmalte blanco y hay una imagen dorada en relieve del escudo de armas estatal de la Federación de Rusia. A lo largo de la circunferencia del medallón central hay un borde cubierto de esmalte azul y en su parte superior hay una inscripción en letras rectas y doradas en relieve que pone «ЗА ДОБЛЕСТНЫЙ ТРУД» (POR UN TRABAJO VALIOSO).  En la parte inferior de la circunferencia hay una hoja de laurel dorada y de roble recubiertas de esmalte verde en relieve.
La distancia entre los extremos de la cruz es de 40 mm, el diámetro del medallón es de 16 mm. En el reverso, por lo demás muy simple, se encuentra el número de serie de la medalla
La orden está conectada con un ojal y un anillo a un bloque pentagonal cubierto con una cinta de muaré de seda roja con dos franjas longitudinales en uno de los extremos. El ancho de la cinta es de 24 mm, el ancho de la franja gris es de 4 mm, el ancho de la franja amarilla es de 4 mm y la distancia entre las franjas es de 1 mm. La franja amarilla está a 2 mm del borde derecho de la cinta.